# Botkin-Krankenhaus

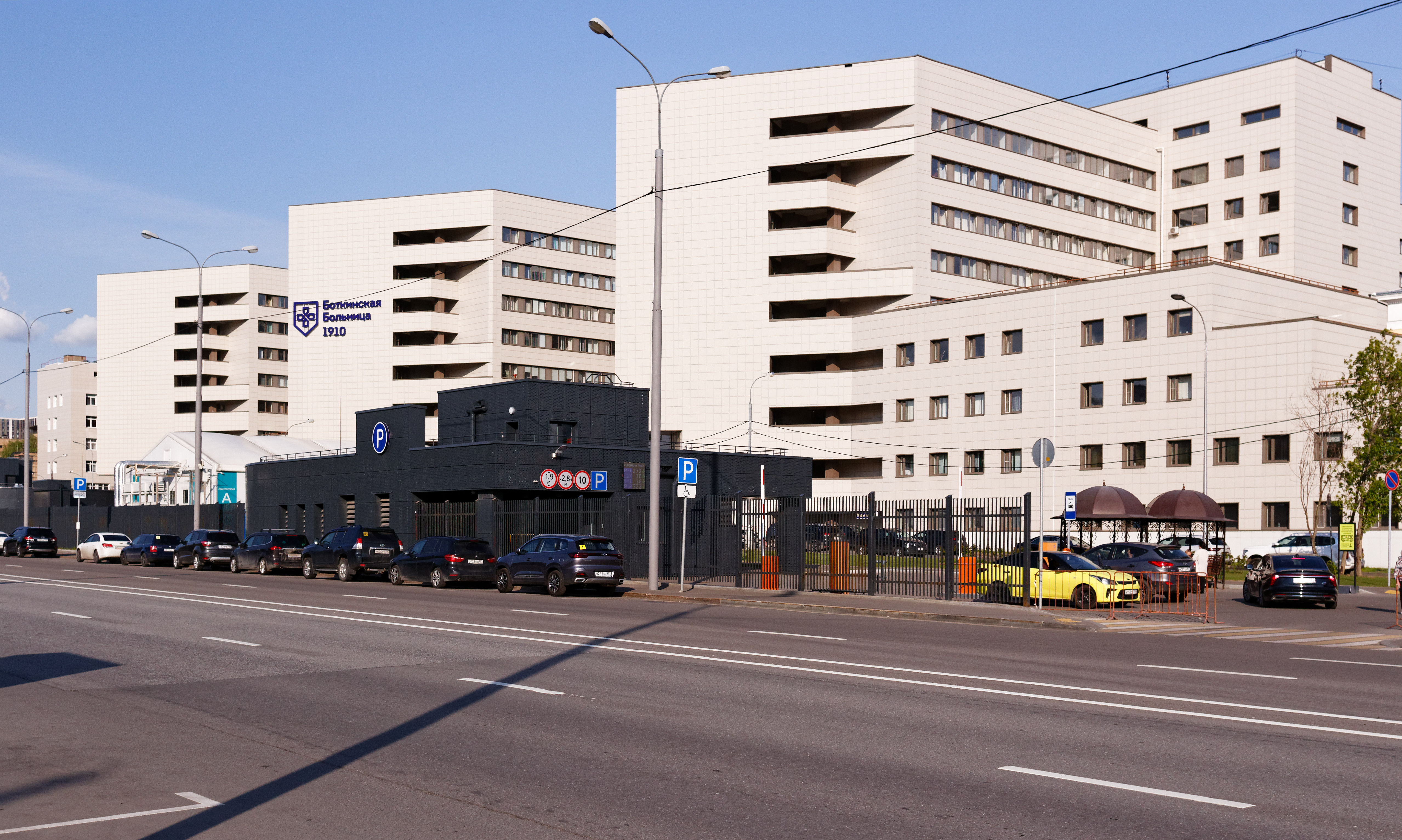
Botkin-Krankenhaus (2024)

Das Botkin-Krankenhaus (russisch Боткинская больница) ist ein Krankenhaus in Moskau.
Es wurde 1910 gegründet und trug zunächst den Namen des Unternehmers Soldatjonkow. Seit 1920 ist die Klinik nach dem russischen Arzt Sergei Petrowitsch Botkin (1832–1889) benannt.